# 불량소녀, 너를 응원해!
《불량소녀, 너를 응원해!》(映画 ビリギャル)는 2015년 일본의 영화이다. 츠보타 노부타카의 논픽션 《학년꼴찌 불량소녀가 1년만에 편차치 40을 올려 게이오대학에 현역합격한 이야기》 (学年ビリのギャルが1年で偏差値を40上げて慶應大学に現役合格した話)가 원작이며, 아리무라 카스미가 주연을 맡았다.

## 출연
- 아리무라 카스미 - 쿠도 사야카 역
- 이토 아츠시 - 츠보타 노부타카
- 야스다 켄 - 사야카의 담임선생
- 요시다 요 - 사야카의 엄마
- 다나카 테츠시 - 사야카의 아빠
- 노무라 슈헤이 - 모리 레이지
- 마츠이 아이리
- 오오우치다 유헤이
- 아가타 모리오
- 야스다 켄
- 야마다 모치카